# شارع نانجينغ
شارع نانجينغ هو شارع تجاري رئيسي في شنغهاي، الصين، يعد واحدا من أكثر شوارع التسوق ازدحامًا في العالم. تم تسمية الشارع باسم مدينة نانجينغ، عاصمة جيانغسو المجاورة لشانغهاي. ويشتمل شارع نانجينغ حاليا على شطرين، شارع نانجينغ الشرقي وشارع نانجينغ الغربي.

## تاريخ
يشتهر الشارع بواقعة إطلاق النار على حركة 30 مايو عام 1925، حيث أطلقت الشرطة البريطانية التابعة للامتياز الدولي النار على المتظاهرين الصينيين.